# 7 cifr
7 cifr (ros. 7 цифр) – utwór rosyjskiego piosenkarza Siergieja Łazariewa, wydany 6 października 2014 roku pod szyldem wytwórni Sony Music. Piosenkę napisali Anton Malmberg i Niclas Lundin. 
Oficjalny teledysk do piosenki miał swoją premierę 14 listopada 2014 roku w serwisie YouTube. Za reżyserię klipu odpowiada Siergiej Sołodkin. Wideo osiągnęło wynik ponad 9 mln wyświetleń. Singiel dotarł do 35. miejsca krajowej listy przebojów.
Utwór został nagrany również w języku angielskim – „7 Wonders”, który został wydany jako singiel 16 czerwca 2014 roku. Teledysk do tej wersji został opublikowany na YouTube 10 grudnia 2014 roku. Ta wersja singla została umieszczona na czwartej płycie studyjnej piosenkarza zatytułowanej Łazariew..

## Lista utworów
- Digital download (7 cifr)[6]

1. „7 cifr” – 3:28

- Digital download (7 Wonders)[7]

1. „7 Wonders” – 3:27

## Notowania na listach przebojów
| Kraj  | Lista (2015)           | Najwyższe miejsce |
| ----- | ---------------------- | ----------------- |
| Rosja | Top-Hit Weekly General | 35                |